# Kamik od tramuntane
Kamik od tramuntane je majhen nenaseljen otoček v Jadranskem morju. Pripada Hrvaški. Nahaja se v otočju Palagruža, približno 100 metrov severovzhodno od Male Palagruže.
Površina otoka je 5898 m2. Dolžina obale je 342 m, otok pa se dviga od morja 29 m.